# Harvard-Gletscher
Der Harvard-Gletscher ist ein Gletscher im US-Bundesstaat Alaska. Er befindet sich im Chugach National Forest etwa 120 km östlich von Anchorage.

## Geografie
Der 40 km lange Harvard-Gletscher hat sein Nährgebiet auf 2400 m Höhe an der Nord- und Südflanke von Mount Thor in den Chugach Mountains. Von dort strömt er in westsüdwestlicher Richtung. Im Süden wird er von der Dora Keen Range flankiert, die ihn vom weiter südöstlich verlaufenden Yale-Gletscher trennt. Er mündet schließlich in den College-Fjord, einer Seitenbucht des Prinz-William-Sunds. Die mittlere Gletscherbreite beträgt 2,8 km. Etwa 6 km oberhalb des unteren Gletscherendes trifft der Radcliffe-Gletscher von rechts auf den Harvard-Gletscher und bildet mit ihm eine 2,5 km breite Gletscherzunge.

## Gletscherentwicklung
Der Harvard-Gletscher gehört zu den wenigen Gletschern, die sich ausdehnen. Seit dem Jahr 1909 stieß die Gletscherzunge um 1,25 km in die Bucht vor.